# Wspólnota Życia Chrześcijańskiego
Wspólnota Życia Chrześcijańskiego (WŻCh, ang. Christian life community, wł. CVX) − międzynarodowe stowarzyszenie katolickie; ruch świeckich na prawie papieskim, inspirowany duchowością św. Ignacego Loyoli. Główna siedziba znajduje się w Rzymie. Stowarzyszenie powstało w 1967 na bazie wcześniejszych Sodalicji Mariańskich (Kongregacji Mariańskiej).

## Struktura
Stowarzyszenie utrzymuje ścisłą więź z jezuitami − Generał Towarzystwa Jezusowego jest asystentem kościelnym WŻCh. Propaguje ono życie w duchu Ćwiczeń duchowych (św. Ignacy Loyola) w grupach (6-12 osób) posiadających wspólne normy działania, cel, strukturę i które razem z innymi grupami tworzą federację.
W grupach można wyróżnić trzy etapy życia wspólnotowego:
- prewspólnoty (od 3 miesięcy do ok. roku)
- wspólnoty chrześcijańskie (do ok. 4 lat)
- pełne Wspólnoty Życia Chrześcijańskiego trwale należące do światowej federacji.

Na czele ruchu stoi Zgromadzenie Światowe. Podlega mu Rada Wykonawcza, która nadzoruje poszczególne Komisje Problemowo-Zleceniowe; posiada również Sekretariat. Statuty Światowej Federacji WŻCh zostały zatwierdzone próbnie w 1968, a na stałe w 1971.
WŻCh zrzeszają obecnie ok. 160 tys. osób zgromadzonych w 60 wspólnotach narodowych.

## WŻCh w Polsce
W Polsce WŻCh działa w 16 miastach. Zgromadzenie Narodowe WŻCh w Polsce zbiera się co 4 lata i wybiera Radę Wykonawczą, na czele której stoi Prezydent. WŻCh wydaje pismo Wspólnota w Misji.